# Brajnovići
Brajnovići su naseljeno mjesto u općini Čajniču, Republika Srpska, BiH. Nalaze se na zapadnoj obali Suhodanjske rijeke. Uzvodno je Hoćvski potok, a nizvodno ušće u Radojnu.
Godine 1985. pripojeni su naselju Hunkovićima (Sl.list SRBiH, br.24/85).

## Stanovništvo
| Narod     | Popis 1961. | Popis 1971. | Popis 1981. |
| --------- | ----------- | ----------- | ----------- |
| Hrvati    |             |             |             |
| Muslimani |             |             |             |
| Srbi      | 48          | 40          | 39          |
| ostali    |             |             |             |
| Ukupno    | 48          | 40          | 39          |